# 洞州
洞州，南北朝时西魏、北周设立的州。
西魏于洞川郡钟离县（治所在今河南省唐河县东南）设置洞州。周武帝天和二年（567年）四月，合并东南诸州：废除洞州，并入湖州；废除油州，并入纯州；废除涢州，并入唐州；废除沮州，并入襄州。